# Novohrîhorivka, Sloveanoserbsk
Novohrîhorivka (în ucraineană Новогригорівка) este un sat în comuna Horoșe din raionul Sloveanoserbsk, regiunea Luhansk, Ucraina.

## Demografie
Componența lingvistică a localității Novohrîhorivka
     Rusă (79,07%)
     Ucraineană (20,93%)
Conform recensământului din 2001, majoritatea populației localității Novohrîhorivka era vorbitoare de rusă (79,07%), existând în minoritate și vorbitori de ucraineană (20,93%).